# Jaroslav Šifer
Jaroslav Šifer (Zagabria, 12 agosto 1895 – Zagabria, 29 novembre 1982) è stato un calciatore jugoslavo, di ruolo difensore.

## Palmarès

### Club
- Campionato jugoslavo: 1

Građanski Zagabria: 1923